# Luca Witzke
Luca Witzke (* 3. April 1999 in St. Hubert) ist ein deutscher Handballspieler, der bei der SG Flensburg-Handewitt auf der zentralen Rückraumposition spielt.

## Karriere

### Verein
Witzke kam in der A-Jugend zum TUSEM Essen. Ab der Saison 2017/18 spielte er in der Zweitliga-Mannschaft des Vereins. In der Saison 2018/19 erzielte er für Essen 98 Tore.
Im Sommer 2019 wechselte er zum SC DHfK Leipzig in die Bundesliga. Im Sommer 2025 wechselte er zur SG Flensburg-Handewitt.

### Nationalmannschaft
Witzke bestritt 18 Junioren-Länderspiele. Mit der U20-Nationalmannschaft holte er im Sommer 2018 die Bronzemedaille bei der Europameisterschaft in Celje (Slowenien). Die U21-Europameisterschaft 2019 verpasste er wegen einer Patellasehnen-Verletzung.
Im Oktober 2019 wurde Witzke für eine Lehrgangs- und Länderspielwoche der A-Nationalmannschaft nominiert. Dort zog er sich einen Nasenbeinbruch zu, so dass er noch nicht zu seinem ersten Länderspieleinsatz kam. Er stand als jüngster Spieler im 28er-Kader für die Europameisterschaft im Januar 2020.
Am 5. November 2021 gab er sein Debüt in der A-Nationalmannschaft in einem Testspiel gegen Portugal in Luxemburg. Bei der Europameisterschaft 2022 bestritt er zwei Spiele, bevor ein positiver COVID-19-Test sein Turnier beendete. Bei der Weltmeisterschaft 2023 erreichte er mit der deutschen Nationalmannschaft den 5. Platz, Witzke erzielte 20 Tore. Bei den Olympischen Spielen 2024 in Paris gewann er mit der deutschen Nationalmannschaft die Silbermedaille und erhielt dafür am 4. November 2024 vom Bundespräsidenten das Silberne Lorbeerblatt. Bei der Weltmeisterschaft 2025 scheiterte die DHB-Auswahl im Viertelfinale und beendete das Turnier auf Rang 6.